# Leinestraße (metropolitana di Berlino)
Leinestraße è una stazione della metropolitana di Berlino, sulla linea U8. È posta sotto tutela monumentale (Denkmalschutz).